# Michele Malfatti
Michele Malfatti (ur. 31 grudnia 1994 w Trydencie) – włoski łyżwiarz szybki, dwukrotny medalista mistrzostw świata, olimpijczyk, brązowy medalista mistrzostw Europy.

## Wyniki

### Igrzyska olimpijskie
| Rok  | Gospodarz | 5000 m | 10000 m | bieg masowy | bieg drużynowy |
| ---- | --------- | ------ | ------- | ----------- | -------------- |
| 2022 | Pekin     | 15     | 9       | 21          | 7              |

### Mistrzostwa świata na dystansach
| Rok  | Gospodarz      | 5000 m | 10000 m | bieg drużynowy |
| ---- | -------------- | ------ | ------- | -------------- |
| 2016 | Kołomna        | —      | —       | 4              |
| 2017 | Gangneung      | 11     | —       | 6              |
| 2019 | Inzell         | 17     | 9       | 6              |
| 2020 | Salt Lake City | —      | —       | 6              |
| 2021 | Heerenveen     | 11     | 10      | 5              |

### Mistrzostwa świata w wieloboju
| Rok  | Gospodarz | wielobój |
| ---- | --------- | -------- |
| 2016 | Berlin    | 21       |
| 2017 | Hamar     | 22       |
| 2019 | Calgary   | 23       |
| 2022 | Hamar     | 14       |

### Mistrzostwa Europy w wieloboju
| Rok  | Gospodarz  | wielobój |
| ---- | ---------- | -------- |
| 2021 | Heerenveen | 16       |

### Mistrzostwa Europy na dystansach
| Rok  | Gospodarz  | 1500 m | 5000 m | bieg masowy | bieg drużynowy |
| ---- | ---------- | ------ | ------ | ----------- | -------------- |
| 2018 | Kołomna    | 18     | —      | —           | —              |
| 2020 | Heerenveen | —      | 14     | 6           | 4              |
| 2022 | Heerenveen | —      | 12     | —           | brąz           |